# Олонецкая духовная семинария
Оло́нецкая духо́вная семина́рия — среднее духовное учебное заведение в Олонецкой губернии, функционировало в 1829—1918 годах. Находилась в городе Петрозаводске.

## История
Первая семинария с названием Олонецкая была открыта в Олонецко-Каргопольском викариатстве Новгородской епархии в 1780 году. Она размещалась в Троицком отделении Александро-Свирского монастыря. Префектом семинарии был игумен Аполлос. В 1784 году монастырь был поврежден пожаром. В связи с упразднением викариатства в 1787 году была закрыта и Олонецкая семинария, с переводом учеников в Архангельскую духовную семинарию.

### XIX век
Вслед за учреждением в 1828 году самостоятельной Олонецкой епархии, по представлению первого епископа Олонецкого и Петрозаводского Игнатия (Семёнова), высочайшим утверждением 27 июля 1829 года была учреждена духовная семинария в Петрозаводске. Торжественное открытие семинарии с крестным ходом состоялось 27 октября 1829 года в присутствии олонецкого губернатора А. И. Яковлева. Первым ректором был назначен архимандрит Аполлинарий (Вигилянский), бывший ректор Рязанской семинарии, впоследствии — епископ Чигиринский, викарий Киевский.
Классы семинарии были размещены в каменном здании Петрозаводского духовного училища на Владимирской набережной. Семинаристы, которые в 1829 году приступили к обучению в количестве 75-ти человек, размещались на частных квартирах.
Согласно уставу Олонецкая духовная семинария относилась к Санкт-Петербургскому учебному округу и помимо местного архиерея подчинялась академическому правлению округа. Комиссия духовных училищ учредила главный распорядительный орган семинарии — семинарское правление в составе ректора, инспектора и эконома. Решения правления были обязательными для исполнения не только в самой семинарии, но и для всех духовных учебных заведений епархии.
Первыми преподавателями семинарии были выпускники Санкт-Петербургской духовной академии 1829 года магистр Дормидонт Васильевич Соколов и кандидаты богословия Александр Анисимович Ласточкин, Пётр Николаевич Смирнов, Павел Фёдорович Солярский и с 1830 года Иван Алексеевич Виноградов. Кроме преподавательской деятельности Д. В. Соколов исполнял обязанности библиотекаря, а П. Н. Смирнов был назначен секретарём правления семинарии.
Первоначально в семинарии был введён трёхклассный курс обучения, с 1872 года введён общий шестилетний срок обучения: четыре года общеобразовательного и два года богословского курса, обучение стало всесловным, плата с учеников взималась за содержание. Семинария имела в своём оставе 3 отделения — риторики, философии и богословия. До 1840-х годов обучение по многим предметам шло на латинском языке. Кроме богословских предметов преподавались также история, география, математика, философия, агрономия, естественные науки, церковное пение.
Библиотека семинарии первоначально формировалась из учебных и богослужебных книг, пожертвованных Новгородской, Псковской, Орловской, Черниговской, Рязанской и другими духовными семинариями. Впоследствии в библиотеку семинарии была включена личная библиотека архиепископа Игнатия (Семенова), завещанная им в 1850 г., а также собрания книг некоторых других преподавателей семинарии. Большую роль в комплектовании библиотеки книгами сыграл ректор семинарии Феофан — при нём в библиотеку был включён ряд изъятых у старообрядцев книг и рукописей, хранившихся в Петрозаводском кафедральном соборе, по его просьбе из других семинарий была получена учебная литература, он принес в дар и часть редких и ценных книг своей библиотеки, за что правящий архиерей просил Синод вынести ему благодарность. В 1879 году Феофан прислал в дар семинарии свои сочинения. Кроме учебных книг библиотека включала в себя и собрание древнерусских рукописных и старопечатных книг.
С 1845 по 1867 гг. и с 1895 по 1906 гг. — преподавались основы медицины, включающие изучение основ анатомии, физиологии, терапии и фармакологии. В 1845 году в программу обучения был включён курс сельского хозяйства, включающий основы скотоводства, огородничества и полеводства.
С 1830 года по 1872 год семинаристы изучали карельский язык (преподаватели — Ильинский Василий Васильевич (1830—1856) и Модестов Григорий Романович (1857—1872)).
С 1855 года при семинарии было открыто миссионерское отделение, где обучали методам борьбы с влиянием старообрядчества.
2 июля 1863 года семинарию посетил наследник престола цесаревич Николай Александрович. В память об этом событии в семинарском зале была установлена мраморная доска.
8 мая 1866 года состоялось торжественное открытие воскресной школы при семинарии. Программа обучения в школе включала курсы по Закону Божьему, чтению, чистописанию и основам арифметики. Основной контингент составляли дети крестьян и мещан Петрозаводска в возрасте от 8 до 16 лет.
В 1867 году семинария была выведена из под контроля Санкт-Петербургского академического правления и передана в ведение Учебного комитета при Святейшем Синоде. С этого учебного года было отменено преподавание медицины и сельского хозяйства. Введено обучение догматического и обличительного богословия, гомеолетики, общей церковной истории, литургики и педагогики.
Новое четырёхэтажное каменное здание семинарии (угол современных ул. Гоголя и Антикайнена) строилось в 1869—1872 годах по проекту олонецкого губернского архитектора М. П. Калитовича (строительный подрядчик — петрозаводский купец 1-й гильдии Е. Г. Пименов). Здание было освящено 27 августа 1872 года епископом Олонецким и Петрозаводским Ионафаном. Для того времени здание стало крупнейшим гражданским сооружением в Петрозаводске и Олонецкой губернии. В цокольном этаже находилась кухня, «хлебная», «квасная», кладовая и помещение для прислуги. На первом этаже размещались квартиры ректора, инспектора и эконома, столовая для учащихся и семинарская больница из трёх палат на 12 больных с небольшой аптекой. На втором этаже размещалась библиотека, шесть классных комнат и зал собраний. На третьем этаже размещались спальни на 150 семинаристов, домовая семинарская церковь во имя апостола Иоанна Богослова и гимнастический зал.
В августе 1877 года семинарию посетил обер-прокурор Святейшего Синода, министр народного просвещения Российской империи граф Д. А. Толстой.
В 1881/82 учебном году в семинарии обучалось 176 воспитанников.
В августе 1886 года в семинарии была вновь открыта кафедра истории и обличения русского раскола и сектантства. Преподавателем был назначен выпускник Санкт-Петербургской духовной академии Плотников Константин Никанорович.
В сентябре 1886 года воскресная школа была преобразована в образцовую начальную школу, обучение в которой происходило ежедневно по программе церковно-приходской школы.
В 1898 году в семинарии был организован класс иконописи, основанный по инициативе и на средства епископа Олонецкого и Петрозаводского Назария. Преподавателем рисования и иконописи был иеромонах Лука (Богданов), до этого расписавший главный храм Валаамской обители, которого затем сменили поочерёдно Осипов Николай Осипович, Андреевский Андрей Лукьянович. Ежегодно на Пасхальной неделе в актовом зале семинарии устраивались публичные выставки картин, написанных воспитанниками.
С 1898 года при семинарии помещалась редакция газеты «Олонецкие епархиальные ведомости», с 1913 года Общество по изучению Олонецкой губернии. При семинарии существовали богословские курсы, воскресная школа.

### XX век
В 1904 году была утверждена форма для воспитанников семинарии. Она включала в себя пальто из чёрной материи в виде шинели с петлицами на воротнике и двубортный сюртук из синего сукна со стоячим воротником, с синими кантами и с белыми металлическими пуговицами. Кроме этого — рабочий костюм состоящий из двубортной тужурки с металлическими пуговицами и петлицами на воротнике и синим кантом, а также фуражка с гербом и синим кантом.
В 1911—1918 годах в здании семинарии размещалась редакция еженедельной газеты Карельского православного братства «Олонецкая неделя». Редактировал газету ректор семинарии Григорий (Чуков).
В 1913 году в семинарии были организованы струнный и духовой оркестры.
В годы Первой мировой войны (1914—1918) на первом этаже семинарии был устроен лазарет для раненых воинов в котором размещалось до 60 человек. Весной 1915 года ушли добровольцами на фронт семинаристы К. Магаев, А. Ошевенский, И. Стручков и А. Троицкий, а в военное училище поступили семинаристы А. Громов, В. Хотеновский, А. Вознесенский, И. Петровский, Н. Поспелов, П. Лебедев, И. Громов, А. Звероловлев, Ф. Успенский и П. Петров.
В 1916/17 учебном году в семинарии обучалось 191 воспитанник.
Футбольная команда Олонецкой духовной семинарии стояла у истоков петрозаводского футбола — ещё в 1917 г. состоялся её матч с 1-й Петрозаводской командой «Спорт».
Семинария прекратила свою деятельность 5 июня 1918 года (дата окончания учебного процесса). Правление Олонецкой духовной семинарии было упразднено постановлением Петрозаводского городского отдела народного образования от 21 июля 1918 г.. Здания в 1918 году были переданы Народному комиссариату образования для размещения 7-й Трудовой школы и Народного университета. Квартиру инспектора семинарии отвели руководителю детскими площадками Петрозаводска. В то же время в зданиях семинарии располагались Петрозаводский лазарет № 1, артдивизионы Олонецкого полка, ряд подразделений Мурманской железной дороги и другие учреждения и лица. В 1919 году здания окончательно переданы военным учреждениям, её учебный инвентарь и архив выброшены во двор и сожжены. Во флигеле, принадлежащим семинарии в 1920-х годах располагалась 8 Советская школа 1 ступени.
После закрытия семинарии в 1918 году библиотека семинарии была передана в Губернскую Центральную библиотеку-читальню. После революции в библиотеку семинарии поступили книги из личных библиотек некоторых бывших преподавателей семинарии. В настоящее время книги из собрания библиотеки Олонецкой духовной семинарии входят в состав фондов Национальной библиотеки Республики Карелия, Национального архива Республики Карелия, Научной библиотеки Петрозаводского государственного университета, Отдела рукописей Российской государственной библиотеки.
Каменное четырёхэтажное здание, в котором располагалась семинария, было принято на государственную охрану как памятник истории и архитектуры Постановлением Совета Министров КАССР от 21 апреля 1971 года № 199.

## Список ректоров Олонецкой духовной семинарии
- Аполлинарий (Вигилянский Алексей Федорович), архимандрит (1829—1834), впоследствии епископ Чигиринский ;
- Иосиф (Позднышев Иван Егорович), архимандрит (1834: назначен, фактически в должность не вступал);
- Гедеон (Виноградов), архимандрит (1834—1835);
- Вениамин (Колоколов), архимандрит (1835—1838)[2];
- Августин (Полонский), архимандрит (1838—1852);
- Порфирий (Карабиневич, Фёдор Михайлович), архимандрит (1852—1855);
- Феофан (Говоров Георгий Васильевич), архимандрит (1855—1856), впоследствии епископ Владимирский и Суздальский;
- Виталий (Вертоградов Василий Макарович), архимандрит (1856—1864), впоследствии епископ Томский и Семипалатинский ;
- Ионафан (Руднев Иван Наумович), архимандрит (1864—1866), впоследствии архиепископ Ярославский и Ростовский;
- Мефодий (Лапчинский-Михайлов Иван Павлович)[10][6]), архимандрит (1866—1871). Умер и похоронен в Петрозаводске под Святодуховским собором;
- Щеглов, Пётр Филиппович, протоиерей (1871—1894);
- Стефан (Киструсский Петр Елисеевич), архимандрит (1895—1897);
- Нафанаил (Троицкий Никодим Елисеевич), архимандрит (1897—1902), впоследствии митрополит Харьковский;
- Евгений (Мерцалов Евгений Александрович), архимандрит (1902—1903), впоследствии епископ Олонецкий и Петрозаводский;
- Фаддей (Успенский Иван Васильевич), архимандрит (1903—1908), впоследствии архиепископ Калининский, свмч. ;
- Арсений (Смоленец Александр Иванович), архимандрит (1908: назначен, фактически в должность не вступал); впоследствии епископ Ростовский и Таганрогский, архиепископ Семипалатинский;
- Никодим (Кононов Александр Михайлович), архимандрит (1909—1910), впоследствии епископ Белгородский, свмч.;
- Чуков Николай Кириллович, протоиерей, (1911—1918[11]), впоследствии митрополит Ленинградский и Новогородский Григорий.

## Инспекторы семинарии
- Варлаам (Денисов Василий Порфирьевич) 1829—1833 гг., иеромонах, впоследствии архиепископ Екатеринбургский;
- Вассиан (Чудновский Василий Иванович) 1833—1834 гг., иеромонах, впоследствии епископ Екатеринбургский;
- Аристон (Александр Вознесенский) 1834—1835 гг, иеромонах[2];
- Вассиан (Чудновский) 1835—1838 гг.;
- Аристон (Александр Вознесенский) 1838—1842 гг.;
- Феофилакт (Губин Феодор Дмитриевич) 1842—1850 гг., иеромонах, впоследствии епископ Кавказский и Екатеринодарский;
- Гиляровский Василий Михайлович, исполнял должность в 1850 г.;
- Павел (Бобров), иеромонах, 1850—1854 гг.[2];
- Дмитрий (Одинцов), иеромонах, 1854—1855 гг.[2];
- Асинкрит (Верещагин Андрей Степанович), архимандрит, 1855—1860 гг.[2];
- Афанасий (Плавский Андроник), архимандрит, 1860—1864 гг.,
- Геласий, архимандрит, 1866—1868 гг.,
- Щеглов Петр Филиппович, священник, 1868—1871 гг.,
- Орфинский Иван Владимирович, 1871—1893 гг.,
- Василий, иеромонах, 1894 г.[12],
- Иоанн (Левицкий), 1895—1896 гг, иеромонах, впоследствии епископ Кубанский и Екатеринодарский;
- Надежин Александр Петрович, 1896—1897 гг.
- Милотворский Федор Александрович, исполнял должность в 1897 г.,
- Орфинский Константин Иванович, 1897—1899 гг.[13]
- Иаков (Колтовский), иеромонах, 1900—1901 гг,
- Евгений (Мерцалов), иеромонах, 1901—1902 г, впоследствии епископ Олонецкий;
- Зефиров Евгений Александрович, 1902 г.
- Лебедев Василий Иванович, 1902—1915 г.
- Горский Сергей Иванович, 1915—1917 гг.,
- Громов Николай Петрович, 1918 г.[14]

## Известные преподаватели и выпускники
За всё время существования полный курс семинарии окончили 1568 воспитанников.
Учителями семинарии за период существования работали более 200 преподавателей.
Деятели российской истории, науки и духовной культуры, преподаватели и воспитанники семинарии — богословы и иерархи Русской православной церкви святитель Феофан (Говоров), митрополит Вениамин (Василий Казанский), архиепископ Венедикт (Виктор Плотников), митрополит Григорий (протоиерей Николай Чуков), протоиерей Ф. Солярский, протоиерей Александр Здравомыслов, протоиерей Иосиф Сердцев, историк Яков Елпидинский, экзарх Грузии Феофилакт (Русанов), епископ Павел (Петр Поспелов), архиепископ Фаддей (Успенский), епископ Иоанникий (Казанский), архиепископ Иоанн (Братолюбов), епископ Никодим (Кононов), епископ Герман (Яков Иванов), епископ Сергий (Гришин), архимандрит Русской православной зарубежной церкви Андроник (Елпидинский), архиепископы Православной российской церкви (обновленческие) Псковский и Порховский Серапион (Семён Сперанцев), Верхне-Удинский Алексий (Копытов), Карельский и Петрозаводский Александр (Надеждин), митрополит Крымский Алексий (Замараев), основатель Православной церкви Всероссийского патриаршества в Америке митрополит Серафим (Степан Уствольский), профессор Петербургского университета Иван Троицкий, археолог и этнограф Ельпидифор Барсов, краеведы и историки Дмитрий Островский, Иван Благовещенский, Николай Лесков, Василий Мегорский, Николай Шайжин, Сергей Шежемский, К. Н. Плотников, Дмитрий Ягодкин, доктор Иосиф Рясенцев, депутат Государственной думы Российской империи Константин Казанский, биолог Николай Ржановский, протоиерей, священномученик Николай Богословский.